# Brice Johnson
Jonathan Brice Johnson (Orangeburg, Carolina del Sur, 27 de junio de 1994) es un baloncestista estadounidense que pertenece a la plantilla del Toyama Grouses de la B.League japonesa. Con 2,11 metros de estatura, juega en la posición de ala-pívot.

## Trayectoria deportiva

### Universidad
Jugó cuatro temporadas con los Tar Heels de la Universidad de Carolina del Norte en Chapel Hill, en las que promedió 11,6 puntos, 7,0 rebotes y 1,1 tapones por partido. En 2005 fue incluido en el tercer mejor quinteto de la Atlantic Coast Conference y al año siguiente en el primero. Además, en 2016 fue incluido en el mejor quinteto consensuado All-American.

### Profesional
Fue elegido en la vigésimo quinta posición del Draft de la NBA de 2016 por Los Angeles Clippers. El 8 de octubre pasó a engrosar la lista de lesionados por una hernia discal que le deja indefinidamente fuera de los terrenos de juego. Finalmente debutó el 23 de febrero de 2017, disputando tres minutos ante los Golden State Warriors.
El 29 de enero de 2018 fue traspasado a Detroit Pistons junto a Blake Griffin, Willie Reed y una segunda ronda del Draft de 2019 a cambio de Tobias Harris, Avery Bradley, Boban Marjanovic, una primera ronda del Draft (protegida del 1-4 desde 2018 a 2020) y una segunda ronda. El 9 de febrero  de 2018 los Pistons traspasaron a Johnson a los Memphis Grizzlies junto con una segunda ronda del draft de 2022 a cambio de James Ennis.
[actualizar]
El 7 de octubre de 2020 firma con el BC Budivelnyk de la Superliga de baloncesto de Ucrania.
El 8 de julio de 2021 firmó con los Toyama Grouses de la B.League japonesa.

## Estadísticas de su carrera en la NBA

### Temporada regular
| Año     | Equipo        | PJ | PT | MPP | %TC  | %3P  | %TL   | RPP | APP | ROB | TPP | PPP |
| ------- | ------------- | -- | -- | --- | ---- | ---- | ----- | --- | --- | --- | --- | --- |
| 2016-17 | L.A. Clippers | 3  | 0  | 3.1 | .286 | .000 | .000  | 1.0 | .3  | .7  | .3  | 1.3 |
| 2017-18 | L.A. Clippers | 9  | 0  | 4.2 | .636 | .000 | 1.000 | 1.4 | .1  | .7  | .2  | 1.8 |
| 2017-18 | Memphis       | 9  | 0  | 6.7 | .419 | .000 | .333  | 2.0 | .1  | .3  | .4  | 3.0 |
| Total   | Total         | 21 | 0  | 5.1 | .449 | .000 | .600  | 1.6 | .1  | .5  | .3  | 2.2 |